# Pohlia atropurpurea
Pohlia atropurpurea là một loài Rêu trong họ Bryaceae. Loài này được (Wahlenb.) H. Lindb. miêu tả khoa học đầu tiên năm 1899.